# Santalum fernandezianum
Santalum fernandezianum är en sandelträdsväxtart som beskrevs av Rodolfo Amando Philippi. Santalum fernandezianum ingår i släktet Santalum och familjen sandelträdsväxter. Inga underarter finns listade i Catalogue of Life.